# Igelbus

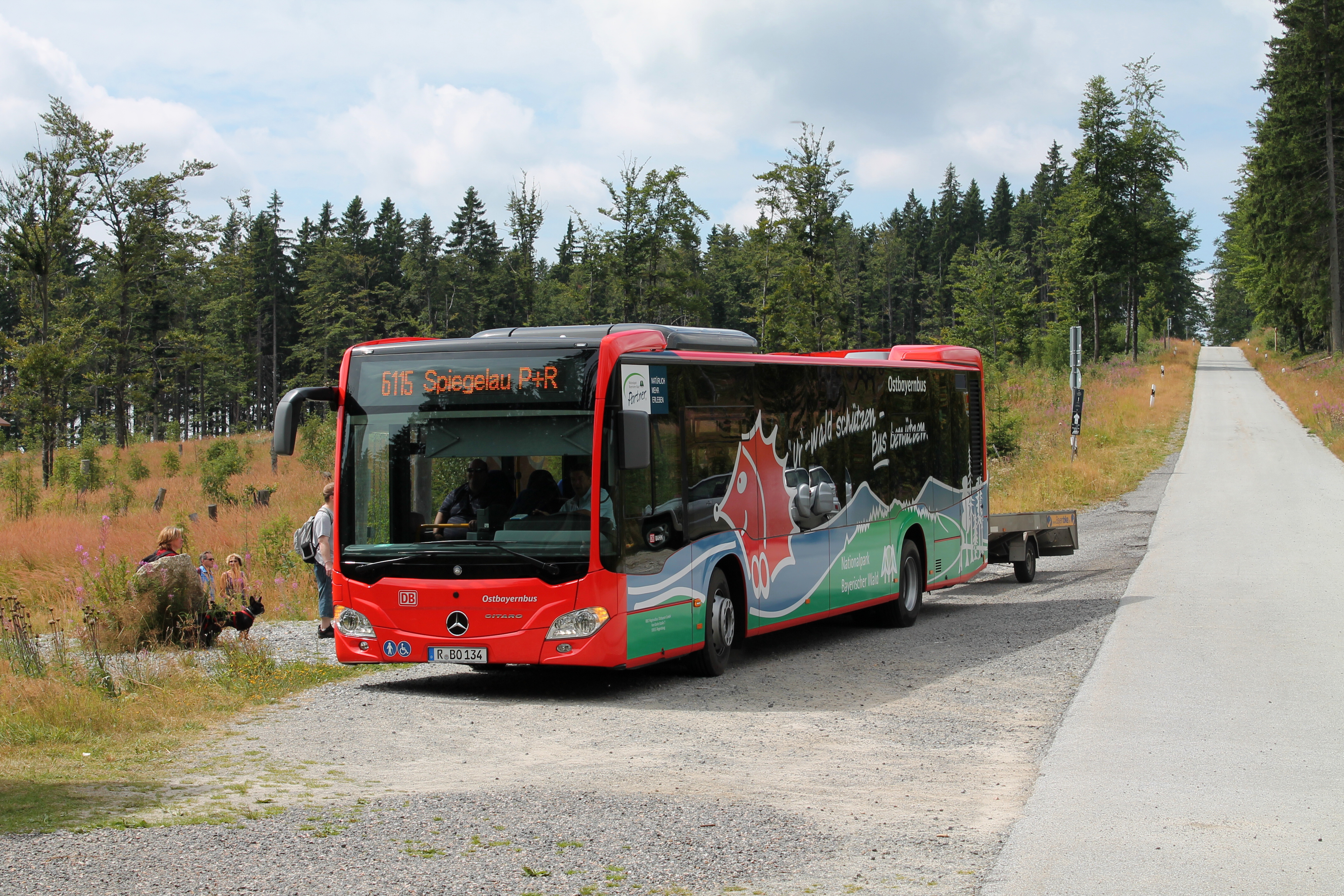
Igelbus mit Fahrradanhänger in der Nähe von Finsterau

Als Igelbusse werden zwei Bussysteme im Nationalpark Bayerischer Wald bezeichnet, die um die beiden Nationalparkzentren Rachel-Lusen und Falkenstein in der Sommersaison von Mai bis November sowie in den beiden bayerischen Winterschulferien täglich verkehren. Sie sind in das Nationalpark-Verkehrskonzept Bayerischer Wald integriert.

## Geschichte
Als Vorgängerlinie der Rachel-Lusen-Igelbusse gilt die „Nationalparklinie Ost“ zwischen Schönbrunn am Lusen, Hohenau, Neuschönau und Mauth/Finsterau. Diese wurde am 2. Juni 1991 eingerichtet und verkehrte in diesem Jahr bis 27. Oktober täglich mit drei Buspaaren. Betrieben wurde diese Linie vom Busunternehmen Prager. Als Tarif war ein Einheitspreis von 3 DM (entspricht 1,53 Euro) pro Fahrt bzw. 4,50 DM (2,30 Euro) für eine Hin- und Rückfahrkarte festgesetzt. Drei Viertel der Kosten für diese Buslinie wurden von den Gemeinden Hohenau, Mauth und Neuschönau, dem Landkreis Freyung-Grafenau, sowie dem Freistaat Bayern getragen. Ein Viertel der Kosten wurde über Fahrgeldeinnahmen gedeckt.
Im Rahmen einer Diplomarbeit an der Fakultät Verkehrswissenschaften „Friedrich List“ der Technischen Universität Dresden wurde für diesen touristischen Verkehr das Nahverkehrskonzept Igelbusse entwickelt. Dieses startete am 15. Mai 1996. Es ergänzte die leicht geänderte Nationalparklinie Ost mit drei weiteren Linien.
Um die Verbindungen zum Wandergebiet Großer Falkenstein sowie Großer Arber herzustellen, wurden 2001 von Zwiesel ausgehend mehrere Kleinbuslinien geschaffen. Zwei dieser Linien werden als Falkensteinlinie bezeichnet und wurden ab 2007 auch als Igelbusse bezeichnet.
Von Beginn der Weihnachtsferien 2010 bis 15. Mai 2011 sollten erstmals durchgängig Winterigelbusse im Rachel-Lusen-Gebiet fahren. Die Finanzierung der notwendigen 126.000 Euro Mehrkosten sollte durch die am GUTi teilnehmenden Gemeinden, den Landkreis Freyung-Grafenau sowie Fahrgeldeinnahmen und einem GUTi-Anteil sichergestellt werden. Im Falkensteingebiet wurden an Wochenenden in den Wintermonaten die Takte verdichtet. Die Mehrkosten von 16.000 Euro trägt hier der Landkreis Regen.
Im Rahmen der Reaktivierung der Bahnstrecke Passau–Freyung wurden am 11. September 2010 drei weitere Buslinien von Freyung und Waldkirchen ausgehend eingeführt. Die schwach angenommene Buslinie Freyung–Finsterau wurde 2012 nicht mehr fortgeführt. Die beiden übrigen Linien wurden hierfür ausgebaut und der Anschluss in Richtung Finsterau über Neuschönau hergestellt. 
2012 wurde das Projekt um weitere fünf Jahre bis 2017 verlängert.
Ein großer Einschnitt in das Igelbussystem war der Betreiberwechsel. Der Betrieb ging nach über 20 Jahren von der Regionalbus Ostbayern GmbH (RBO) auf eine Bietergemeinschaft bestehend aus den Busunternehmen Alois Pfeffer, Martin Pfeffer und Sieghart Reisen über. Damit einhergehend änderte sich auch die Nummerierung der Linien (601, 602, 603 anstatt 6115, 7194, 7195). Von dieser Umstellung waren zuerst die Winterigelbusse betroffen, welche seit der Saison 2018/2019 durch die neue Bietergemeinschaft betrieben werden. Bei den Sommerigelbussen erfolgte die Umstellung in der Saison 2020.
Seit der Saison 2022 verkehren im Landkreis Freyung-Grafenau die Buslinien 605 und 606, welche teilweise ebenfalls als Igelbusse bezeichnet werden, auch wenn nur die Linie 605 zu einem geringen Teil auf Nationalparkgebiet verkehrt. Betreiber dieser beiden Linien ist das Busunternehmen Dafinger.

## Namensgebung
Der vom Landkreis Freyung-Grafenau geschützte Name "Igelbus" leitet sich vom Märchen "Der Hase und der Igel" ab. Ähnlich wie im Märchen ist der Individualverkehr zwar kurzfristig schneller am Ziel, allerdings ist die Nutzung der Busse klüger, da sie langfristig mehr Vorteile bringt. Durch die Igelbusse kann eine geringere Abgasbelastung und weniger Verkehr im Nationalparkgebiet erreicht werden.
Später entstand noch eine andere Herleitung, diese bezieht sich darauf, dass die Igelbusse den Besuchern egal wohin sie im Nationalpark auch wandern, scheinbar zuvorkommen und schon auf sie warten. Diese Namensableitung trifft insbesondere für den Rachelbus zu, da sich von dessen beiden Endhaltestellen Gfäll und Racheldiensthütte eine Wanderung über den Rachel, die Rachelkapelle und den Rachelsee zur jeweils anderen Bushaltestelle anbietet und man dort bereits wieder vom Igelbus erwartet wird.

## Die einzelnen Buslinien

### Sommersaison

#### Bussystem Rachel-Lusen

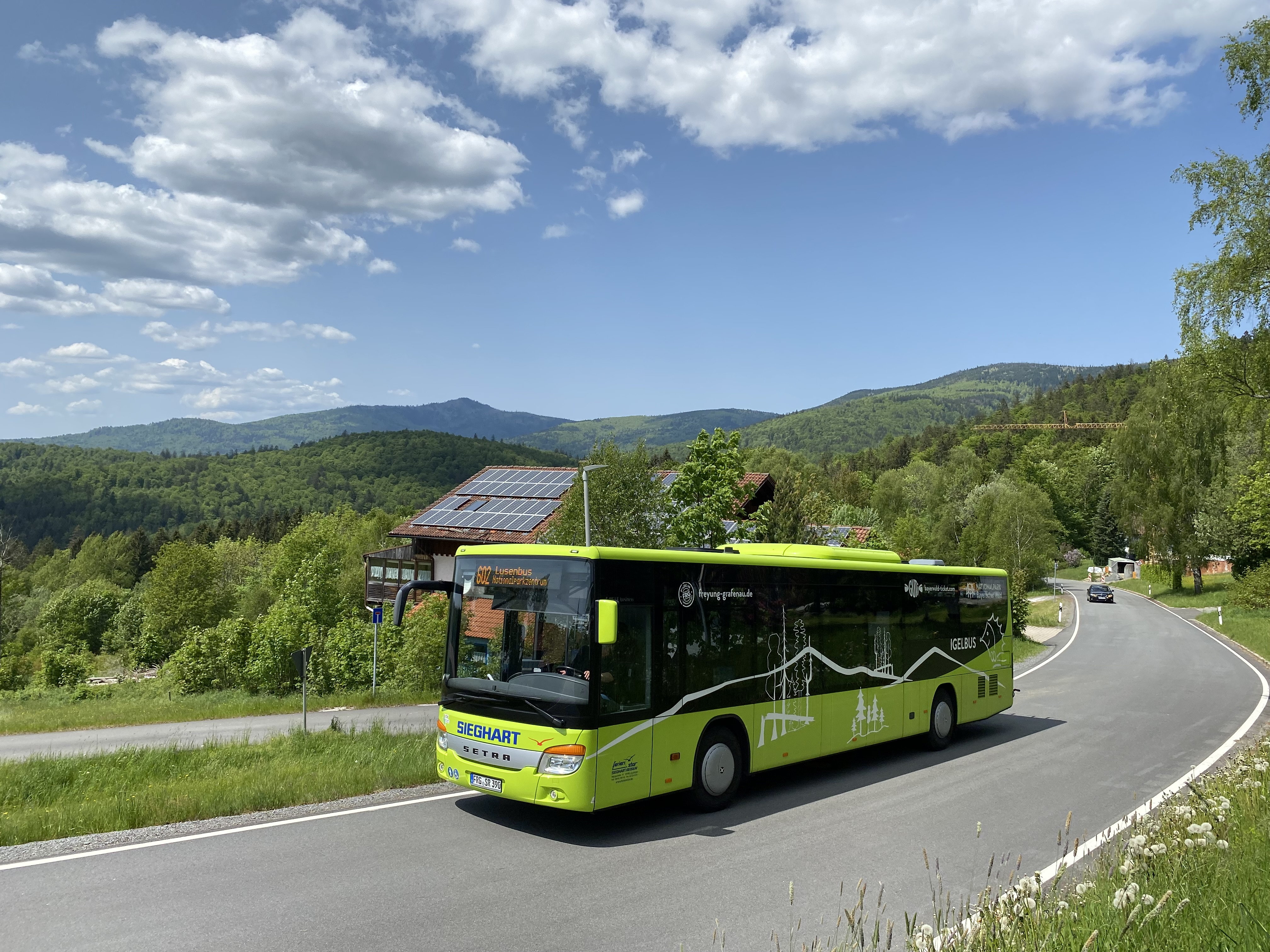
Lusenbus in Waldhäuser, Mai 2023

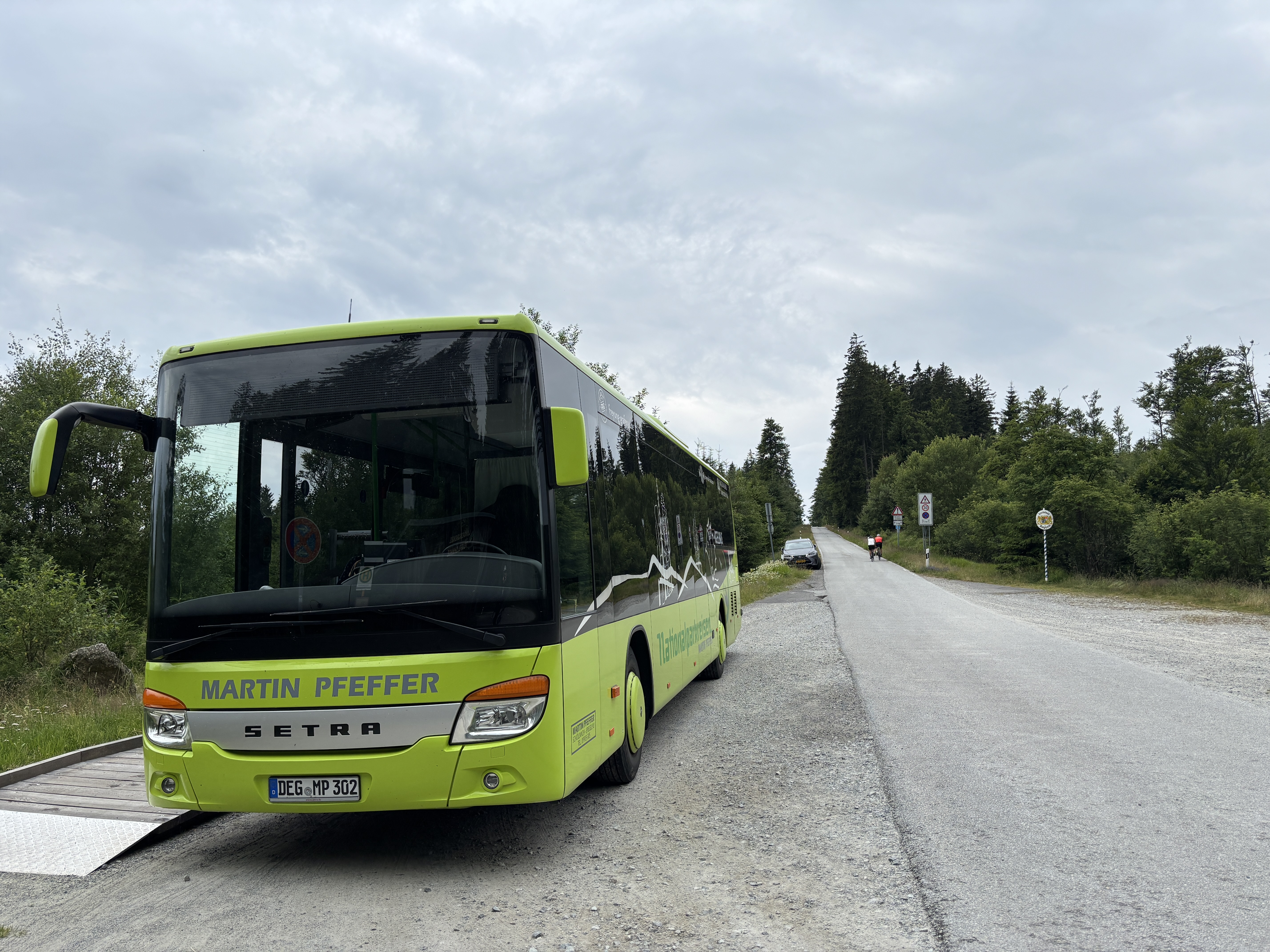
Finsteraubus am Grenzübergang Teufelshäng bei Finsterau, Juli 2025

Die Sommersaison startet Mitte Mai (i. d. R. am 15. Mai) und läuft bis zum Ende der bayerischen Herbstferien. In dieser Zeit verkehren die Igelbusse täglich. Außerhalb der Saison werden die Linien nicht bedient.

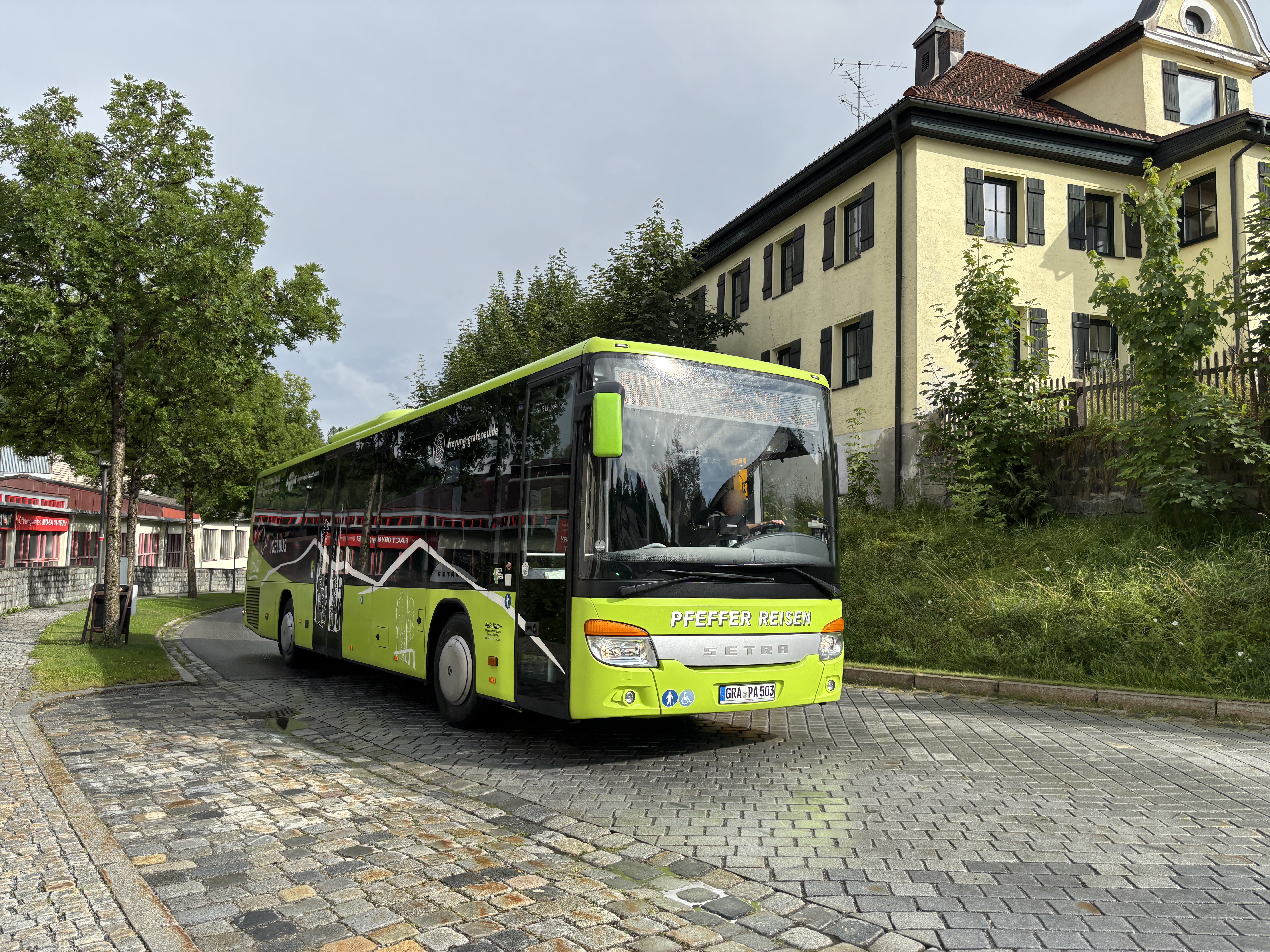
Rachelbus in Spiegelau, Juli 2025

- Linie 601

Der Rachelbus erschließt das Wandergebiet Rachel und verkehrt von Gfäll über den Park+Ride-Parkplatz in Spiegelau aus zur Racheldiensthütte. In Spiegelau besteht Anschluss zur Waldbahn und zur Linie 603. An der Haltestelle „Graupsäge“ besteht eine Umstiegsmöglichkeit zu den Bussen der Linie 602.
- Linie 602

Der Lusenbus erschließt das Wandergebiet Lusen und verkehrt von Grafenau über das Nationalparkzentrum Lusen bei Neuschönau zur Waldhausreibe bei Waldhäuser. In Grafenau besteht ein Anschluss an die Waldbahn, an der Haltestelle „Graupsäge“ kann zur Linie 601 bzw. an der Haltestelle „Nationalparkzentrum Lusen“ zur Linie 603 umgestiegen werden.
- Linie 603

Der Finsteraubus verkehrt von Spiegelau bis Finsterau/Bučina. Am Grenzübergang besteht die Möglichkeit zum im Jahre 1996 eingerichtetem Bussystem des Nationalpark Šumava, den sogenannten „Grünen Bussen“, zu wechseln. Hier wurde im Juli 2012 eine grenznahe, ca. 100 m entfernte Endhaltestelle neu gebaut. In Spiegelau besteht Anschluss zur Waldbahn und zur Linie 601, an der Haltestelle „Nationalparkzentrum Lusen“ kann zur Linie 602 umgestiegen werden.

#### Bussystem Falkenstein
- Falkensteinbus

Seit dem Jahr 2001 verkehren ganzjährig im Falkensteingebiet die beiden Linien des sogenannten Falkensteinbus. Diese Linien verbinden im Stundentakt den Bahnhof Zwiesel mit dem Wandergebieten am großen Falkenstein in Richtung Zwieslerwaldhaus und Scheuereck und dem Nationalparkinformationshaus Haus zur Wildnis. Am Bahnhof Zwiesel besteht Anschluss zu den Zügen der Waldbahn.
Seit dem Jahr 2007 tragen auch diese Busse den vom Landkreis Freyung-Grafenau geschützten Begriff Igelbus.

#### Almberg- und Dreisesselbus
Zur Saison 2022 wurden im Landkreis Freyung-Grafenau die Linien 605 und 606 als zwei neue touristische Linien und Nachfolger der Ilztalbahn-Anschlussbusse eingeführt. Obwohl nur die Busse der Linie 605 zu einem geringen Teil auf dem Gebiet des Nationalparks Bayerischer Wald verkehren, werden sie und die Busse der Linie 606 teilweise trotzdem als Igelbusse bezeichnet. Die Sommersaison startet bereits Anfang Mai und endet Mitte Oktober. Im Winter verkehren die Linien nicht.

Stand 2025 bestehen folgende Verbindungen:
- Linie 605

Der Almbergbus verkehrt von Freyung über das Nationalparkzentrum Lusen bei Neuschönau und Mauth nach Philippsreuth. In Freyung besteht ein Anschluss an die Ilztalbahn, an der Haltestelle „Nationalparkzentrum Lusen“ kann zur Linie 602 bzw. an der Haltestelle „Mauth P+R“ zur Linie 603 umgestiegen werden. Die Linie ist nach dem Almberg (Skizentrum Mitterdorf) bei Mitterfirmiansreut benannt.
- Linie 606

Der Dreisesselbus verkehrt von Waldkirchen über Neureichenau, den Dreisessel und Haidmühle nach Philippsreut. In Waldkirchen kann zur Ilztalbahn umgestiegen werden, am Grenzübergang bei der Haltestelle „Haidmühle Grenze/Nove Udoli“ besteht die Möglichkeit zu den Zügen von GW Train in Richtung Krumau / Budweis zu wechseln. Die Linie ist nach dem Dreisesselberg bei Altreichenau benannt.
Zu Beginn der Saison 2025 wurde die Linienführung dieser beiden Linien überarbeitet. Der Dreisesselbus (Linie 606) wurde mit dem Almbergbus (Linie 605) verknüpft. Fahrgäste können somit beispielsweise von Waldkirchen aus durchgehend bis zum Nationalparkzentrum Lusen fahren. In den vergangenen Jahren endete die Linie 606 in Philippsreut, nun führt die Strecke weiter über Mauth bis zum Nationalparkzentrum und weiter nach Freyung. Das Gegenfahrzeug startet in Freyung und fährt die Route in entgegengesetzter Richtung über Philippsreut nach Waldkirchen.

### Wintersaison

#### Rachel-Lusen-Gebiet
Die Winterigelbusse verkehren von jedem 26.12. des Jahres bis zum Ende der bayerischen Faschingsferien und in den bayerischen Osterferien. Die Winterigelbusse 604 A (Klingenbrunn – Finsterau), B (Schönberg – Waldhäuser) und C (Grainet – Philippsreut) erschließen mehrmals täglich die Winterwander- und Langlaufregionen zwischen Klingenbrunn/Spiegelau, Nationalparkzentrum Lusen und Finsterau/Mauth. Umsteigemöglichkeiten zwischen den Winterigelbussen bestehen an der Haltestelle „Nationalparkzentrum Lusen“.

#### Falkenstein-Gebiet
Auch im Falkenstein-Gebiet verkehren die Igelbusse mit leicht veränderten Routen in der Wintersaison zu den Wander- und Langlaufrouten rund um den Großen Falkenstein.

## Anschlusssicherung
Es wird eine Anschlusssicherung zwischen den Buslinien gewährleistet.
Rachel- und Lusenbus haben an der Haltestelle  Graupsäge einen Korrespondenzhalt.
Lusen- und Finsteraubus  haben am Nationalparkinformationszentrum Lusen in Neuschönau untereinander Anschluss.
Die Falkensteinbusse sind auf den Takt der Waldbahnen im Bahnhof Zwiesel abgestimmt. Hier besteht Anschluss zwischen Bus und Bahn.

## Tarifsystem
Sowohl die Busse des Rachel-Lusen-Gebietes als auch die Busse des Falkenstein-Gebietes haben ein eigenes Tarifsystem, das sich von den Haustarifen der RBO und des Busunternehmens Lambürger unterscheidet.
Grundsätzlich gilt in den Igelbussen der Tarif des VDW. Darüber hinaus gibt es Ein‐ und Drei‐Tagestickets sowie das Nationalpark‐Jahresticket. Daneben gelten das Bayern-Ticket, das Bayerwald-Ticket, sowie Gästekarten mit dem „GUTi“ als Fahrscheine. Die Bahncard wird nicht anerkannt.
Die Busse des Falkenstein-Gebietes haben einen Einheitstarif für Einzelfahrkarten. Hier wird daneben eine Tageskarte angeboten, welche auch für den Stadtbus Zwiesel Gültigkeit hat.

## Fahrzeuge und Betreiber

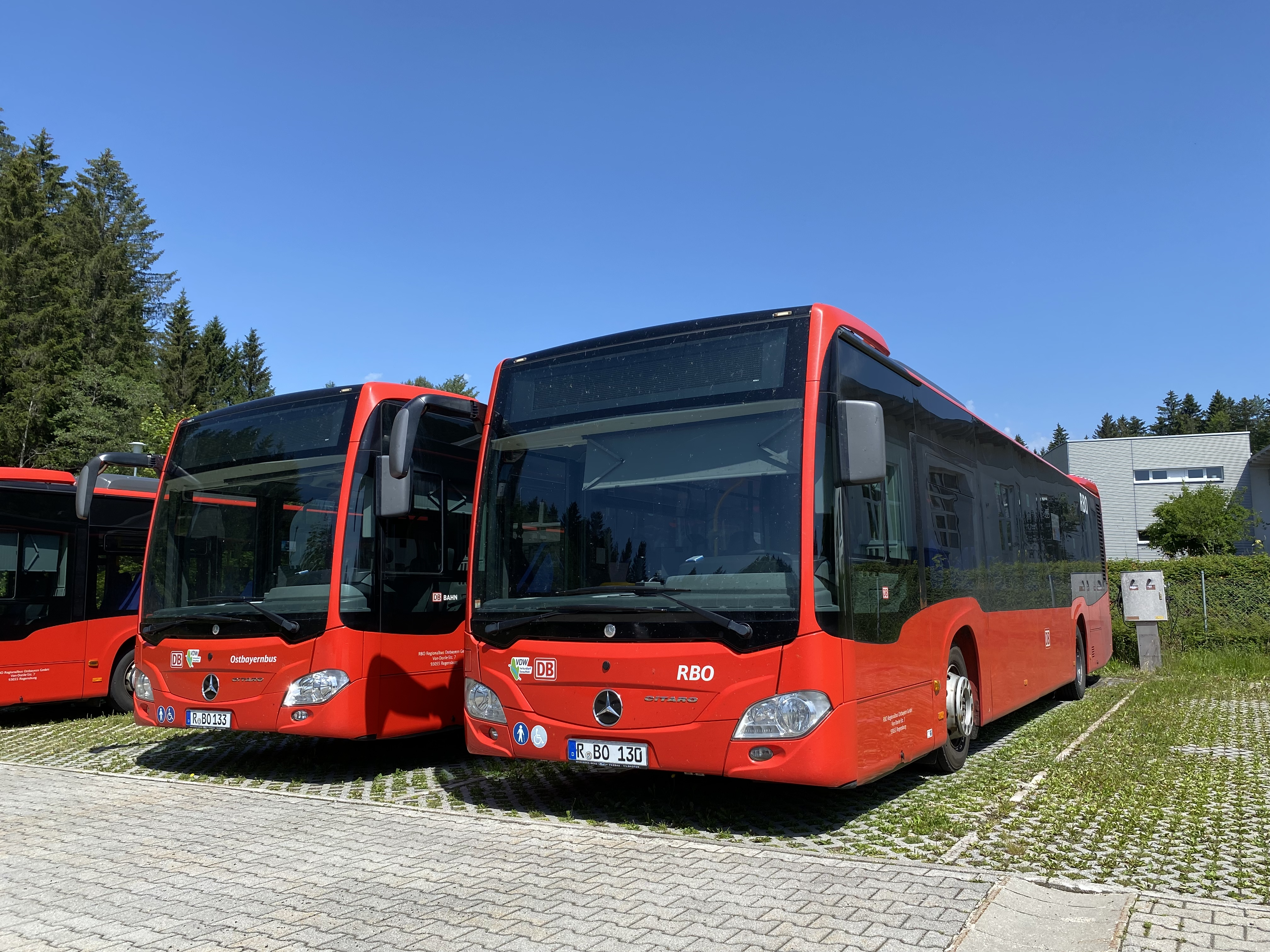
Mercedes-Benz Citaro Ü der RBO am Standort Reismühle im Juni 2022, bereits ohne die markante Igelbus-Lackierung.

Die Busse der Linien im Rachel-Lusen-Gebiet wurden bis Dezember 2018 (Winterigelbus) bzw. Oktober 2019 (Sommerigelbus) von der Regionalbus Ostbayern GmbH betrieben.

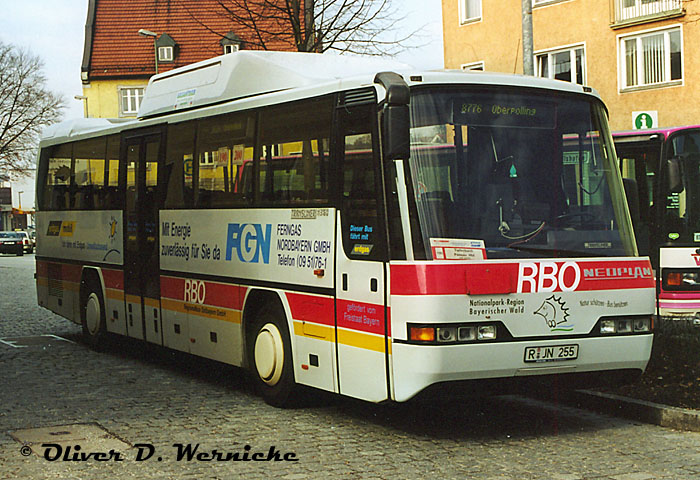
Neoplan N316 Ü CNG in Passau, 1999

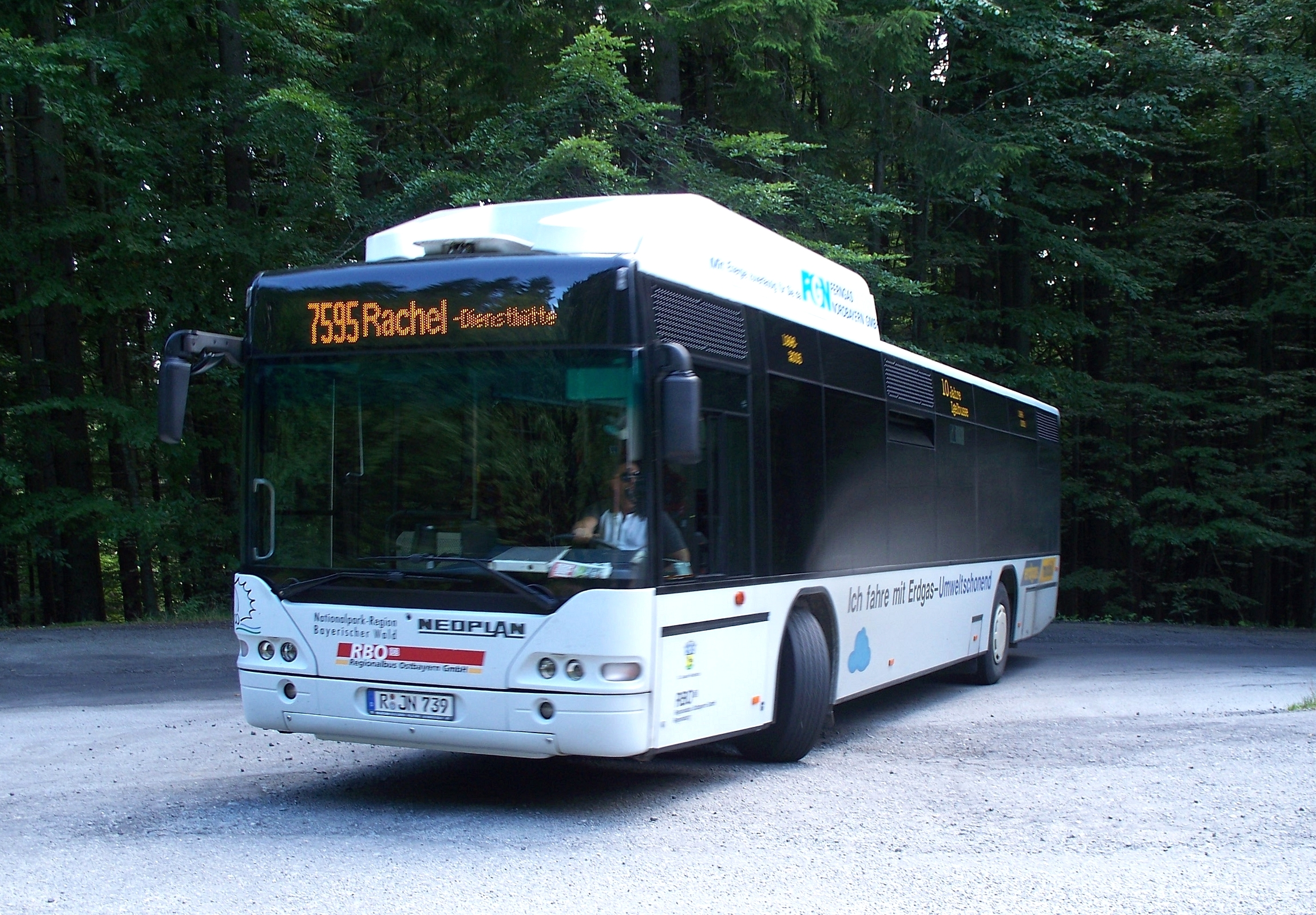
Neoplan N4416 Ü CNG am Gfäll, 2010

Zunächst wurden von 1996 bis 2002 sieben erdgasbetriebene Busse vom Typ Neoplan N 316 Ü CNG mit einer Leistung von 180 kW/245 PS eingesetzt. Es handelte sich damals um die bundesweit ersten Überlandbusse mit Erdgasantrieb. Diese wurden 2002 durch sieben MAN NÜ 313 CNG ersetzt. 2003 wurden zusätzlich noch sieben Neoplan Centroliner N 4416 Ü CNG mit einer Leistung von 250 kW/340 PS beschafft. Die Busse waren niederflurig, hatten eine Kneeling-Funktion, sowie eine Anhängerkupplung für den Fahrradanhänger. 2010 wurde ein optisches und akustisches Fahrgastinformationssystem nachgerüstet. Da sich der laut RBO wartungs- und reparaturaufwändige Erdgasantrieb nicht bewährt hat und die Leistung auf den steilen Bergstraßen zu wünschen übrig lässt, entschied man sich bei der anstehenden Neuanschaffung ab 2013 moderne Dieselbusse einzusetzen. Es wurden sieben Mercedes-Benz Citaro Ü für den Einsatz auf den Igelbuslinien beschafft. Alle Busse waren bei der Betriebsstelle Passau und dem Einsatzort Reismühle bei Grafenau beheimatet. Die Fahrzeuge erhielten eine „Igelbus-Folierung“ mit stilisierten Abbildungen von Rachel, Lusen und Wald (Nationalpark). Die Busse warben mit dem Slogan „Ur-Wald schützen – Bus benützen“. Bis 2021 wurden drei der sieben Mercedes-Benz Busse ausgemustert, vier sind am Einsatzort Reismühle verblieben und verkehren auf regulären RBO-Linien.
Seit dem Betreiberwechsel 2018 werden hauptsächlich Busse vom Typ Setra S415 LE business mit einheitlicher grüner „Igelbus-Folierung“, eingesetzt. Die Busse der drei Betreiber unterscheiden sich äußerlich nur durch die Firmennamen, welche an der Front, Heck und seitlich unterhalb des Fahrerfensters aufgedruckt sind. Seit der Saison 2025 fahren die Igelbusse mit HVO-Treibstoff, einem klimafreundlichen Dieselersatz ohne Leistungs- oder Reichweiteneinbußen.
Eine weitere Änderung seit dem Betreiberwechsel ist, dass nun auf jeder der drei Linien ein anderes Verkehrsunternehmen verkehrt. Auf der Linie 601 das Busunternehmen Alois Pfeffer, auf der Linie 602 Sieghart Reisen und auf der Linie 603 das Busunternehmen Martin Pfeffer.

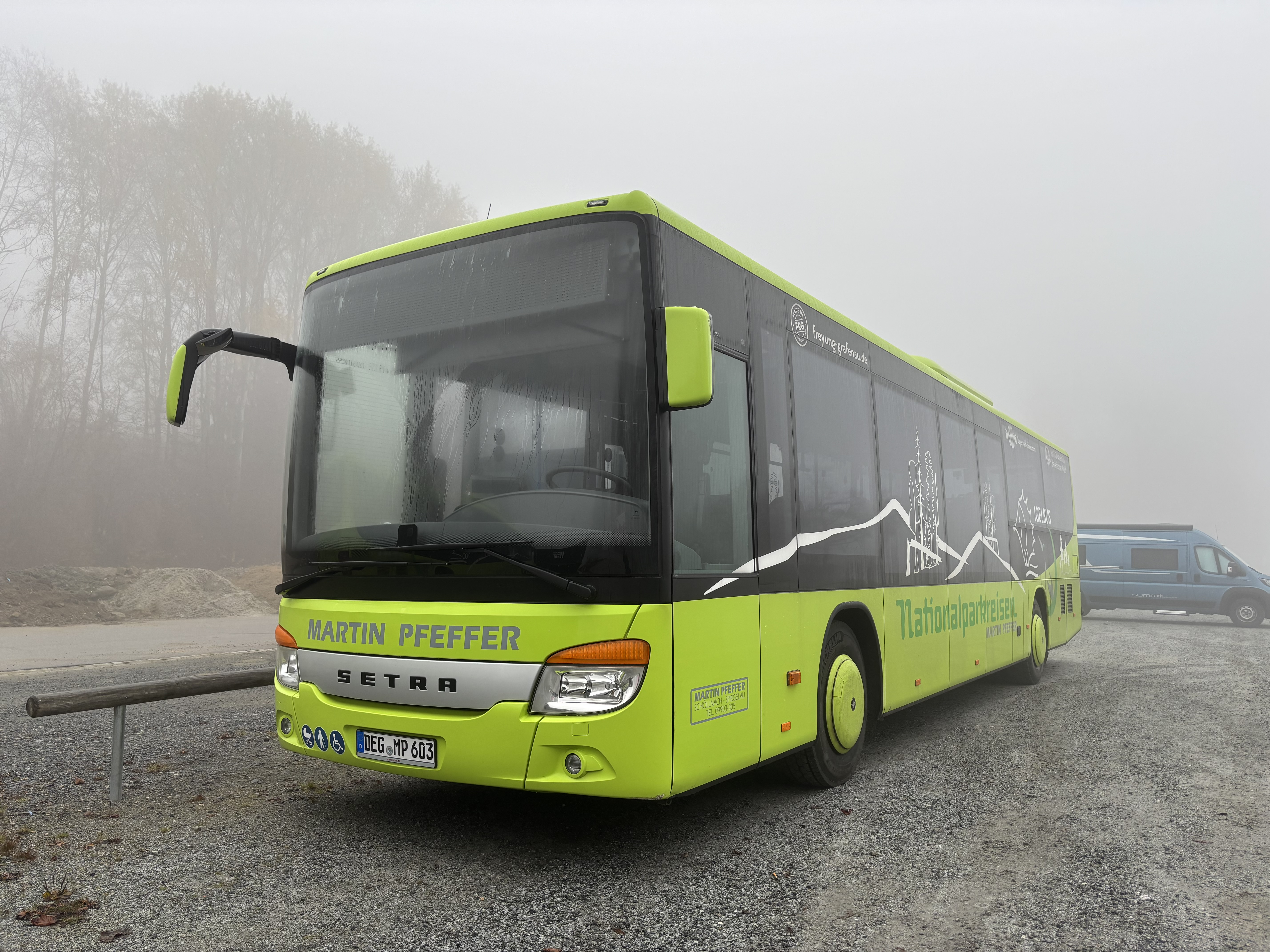
Ein Exemplar der neuen Igelbusse in Grafenau, November 2024

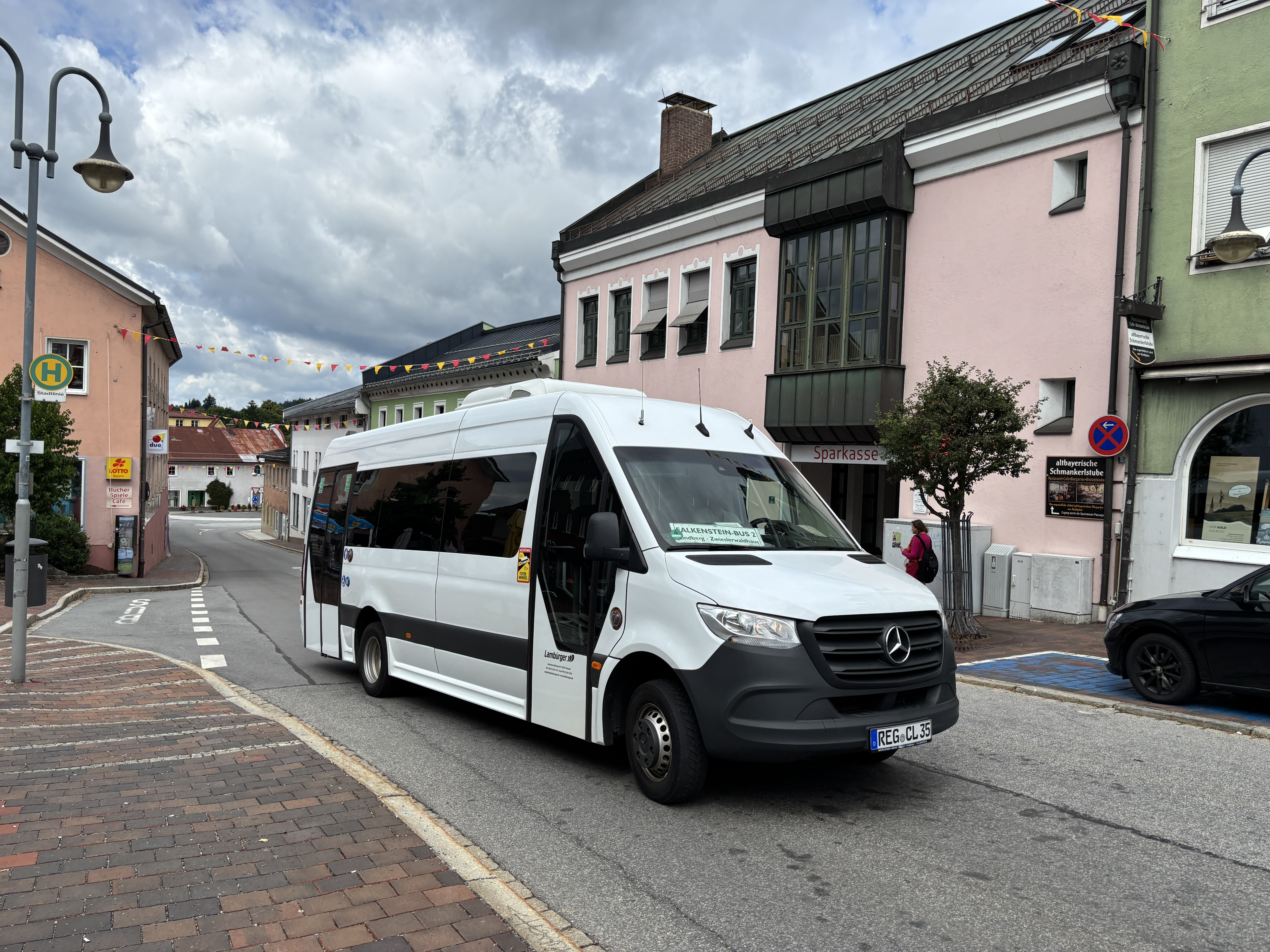
Mercedes-Benz Sprinter als Falkensteinbus in Zwiesel, Juni 2025

Im Falkensteingebiet setzt das Busunternehmen Lambürger, im Stadtbusverkehr als auch in Richtung Arber, „Mercedes Sprinter“-Kleinbusse ein.
Der Almberg- und Dreisesselbus (Linien 605 und 606) werden vom Busunternehmen Dafinger betrieben. Auf diesen beiden Linien werden Kleinbusse mit Fahrradanhänger eingesetzt.

## Finanzierung und Kosten
Die Gesamtkosten der vier Igelbuslinien des Rachel-Lusen-Gebietes belaufen sich auf ca. 490.000 € pro Jahr. Jeweils etwa ein Drittel werden durch Fahrgeldeinnahmen, den Freistaat Bayern und durch die Kommunen Spiegelau, St. Oswald-Riedlhütte, Neuschönau, Hohenau, Mauth-Finsterau, Grafenau und Freyung, sowie den Landkreis Freyung-Grafenau getragen. Die zwei Igelbuslinien des Falkenstein-Gebietes werden durch die Kommunen Lindberg und Zwiesel getragen. 2013 trägt der Landkreis Regen insgesamt 34.000 € zu dessen Finanzierung bei.
Die RBO gab die Nettokosten für den laufenden Vertrag 2013 bis 2017 mit 659.000 Euro pro Jahr an. Der Anteil des Freistaates Bayern betrug bis 2012 100.000 € und erhöhten sich danach auf 135.000 €. Diese werden aus Parkplatzerlösen im Nationalparkgebiet erwirtschaftet.
Aufgrund steigender Kosten und sinkender Einnahmen wurde zum Beginn der Sommersaison 2013 das ermäßigte Jahresticket für Einheimische abgeschafft.
Zur Saison 2013/14 übernimmt der Landkreis Freyung-Grafenau die Trägerschaft über die Winterigelbusse im Rachel-Lusen-Gebiet. Den Zuschussbedarf von 117.300 Euro pro Saison tragen dabei wie bisher zur Hälfte auch die beteiligten Gemeinden.
Im Jahr 2015 gibt der Freistaat Bayern 36.000 € der Parkplatzerlösen des Hauses zur Wildnis in Ludwigsthal für die Finanzierung des Sommerhalbjahrs der Falkensteinbusse.

### Finanzielle Daten des Rachel-Lusen-Igelbussystems
| Jahr | Gesamtkosten               | Fahrgeldeinnahmen        | Zuschuss Landkreis Freyung-Grafenau | Zuschuss Kommunen | Zuschuss Freistaat Bayern | Zuschuss Regierung Niederbayern (inkl. Zuweisung an Kommunen und Landkreis) | Fahrgastzahlen |
| ---- | -------------------------- | ------------------------ | ----------------------------------- | ----------------- | ------------------------- | --------------------------------------------------------------------------- | -------------- |
| 1999 |                            | 285.000 DM(145.000 Euro) |                                     |                   |                           |                                                                             |                |
| 2000 | 997.908 DM(510.222 Euro)   | 267.194 DM(136.614 Euro) |                                     |                   |                           |                                                                             | [ 26 ]         |
| 2001 | 1.011.442 DM(517.142 Euro) | 235.964 DM(120.646 Euro) |                                     |                   |                           |                                                                             | [ 27 ]         |
| 2002 |                            |                          |                                     |                   | 127.823 Euro              |                                                                             | 100.000        |
| 2003 | 490.000 Euro               | 160.000 Euro             | 193.000 Euro                        | 93.000 Euro       | 100.000 Euro              |                                                                             | 94.200         |
| 2004 |                            |                          |                                     |                   | 100.000 Euro              | 398.082,50 Euro                                                             | [ 31 ]         |
| 2005 |                            |                          |                                     |                   | 100.000 Euro              | 227.267,50 Euro                                                             | [ 32 ]         |
| 2006 |                            |                          | 80.000 Euro                         | 141.790 Euro      | 100.000 Euro              | 235.502,50 Euro                                                             | 95.710         |
| 2007 |                            |                          |                                     |                   | 100.000 Euro              | 274.472,50 Euro                                                             | [ 35 ]         |
| 2008 | 500.000 Euro               | 200.000 Euro             |                                     |                   | 100.000 Euro              | 292.533,75 Euro                                                             | 100.000        |
| 2009 |                            |                          |                                     |                   | 100.000 Euro              |                                                                             |                |
| 2010 |                            |                          |                                     |                   | 100.000 Euro              |                                                                             | ca. 100.000    |
| 2011 |                            |                          |                                     |                   |                           |                                                                             |                |
| 2012 | 500.000 Euro               | ca. 155.000 Euro         | 111.000 Euro                        |                   | 100.000 Euro              |                                                                             | >100.000       |
| 2013 | 570.000 Euro               |                          | 115.000 Euro                        |                   | 135.000 Euro              |                                                                             | 100.000        |

2012 verkehrten auf der Finsteraulinie insgesamt 26.865 Fahrgäste. 83 % der Fahrgäste nutzten dabei das GUTi-Ticket.

## Straßensperrungen
Während der Betriebszeiten der Igelbusse wurden aus Umweltschutzgründen von den Kommunen mehrere von ihnen befahrenen, in den Nationalpark hineinragenden, öffentlichen Straßen für den privaten PKW-Verkehr gesperrt.
So sind am Rachel die Gfällstraße und die Diensthüttenstraße, am Lusen die Lusenstraße oberhalb Waldhäuser, sowie die Böhmstraße und in Finsterau die Buchwaldstraße von Ortsausgang bis zum Grenzübergang zeitweilig gesperrt.

## Park-and-Ride

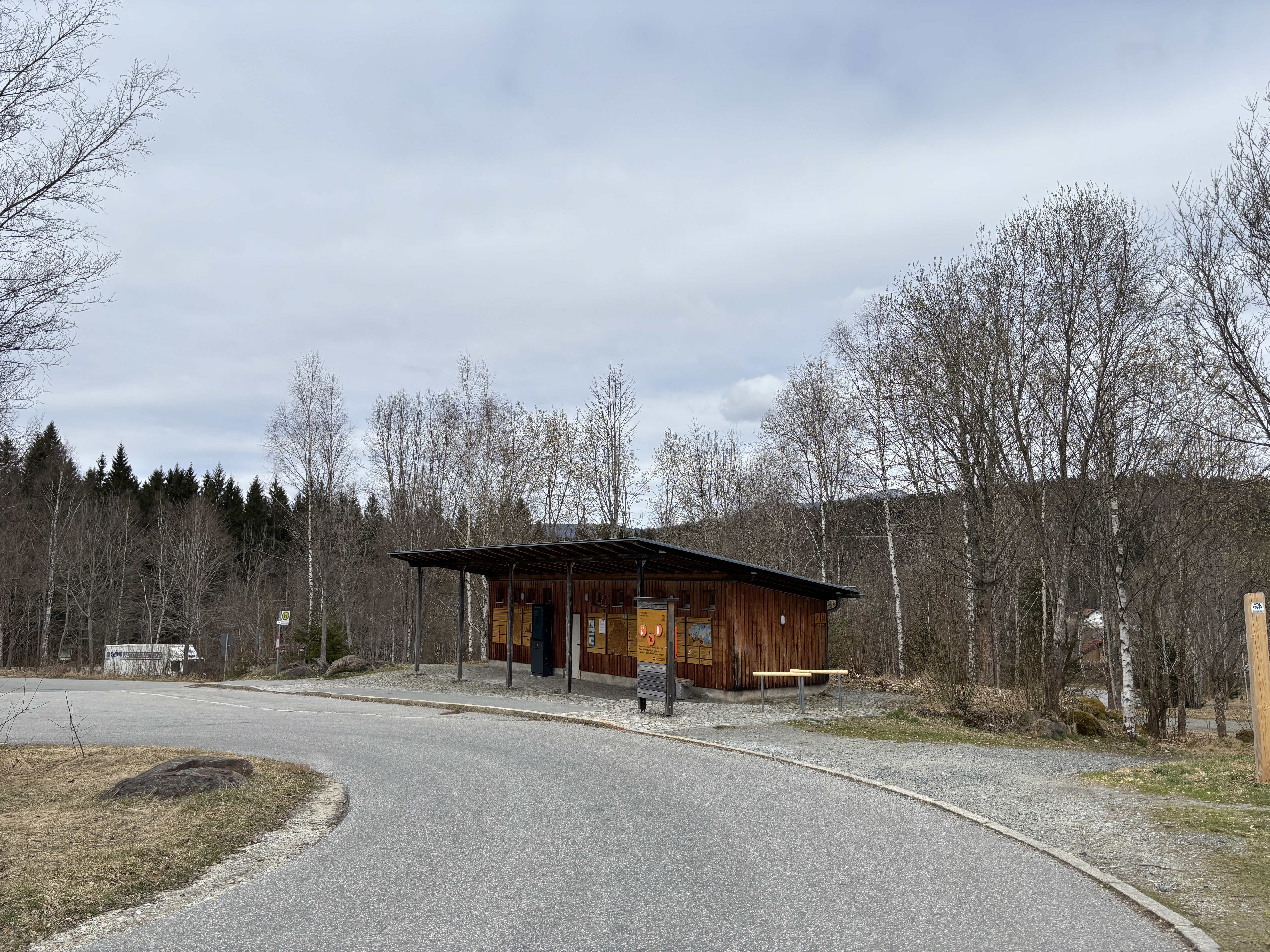
Zentrale Igelbus-Haltestelle in Spiegelau, wird von den Linien 601 und 603 bedient. Im Hintergrund befindet sich der P+R Spiegelau (April 2025).

In Grafenau, Neuschönau, Spiegelau, am Gfäll und Ludwigsthal wurden jeweils große Park-and-Ride-Gelegenheiten geschaffen, so dass hier ein leichter Umstieg vom privaten PKW in die Busse und Bahnen des Nationalparkverkehrskonzept ermöglicht wird. Daneben existieren jeweils zu Beginn der oben genannten gesperrten öffentlichen Straßen Parkmöglichkeiten für den Umstieg in die Igelbusse. 2023 ging zusätzlich der P+R-Parkplatz Graupsäge mit 150 Stellplätzen und barrierefreier Bushaltestelle in Betrieb.
Seit Juli 2025 sind die Parkplätze im Ortsteil Waldhäuser der Gemeinde Neuschönau (Fredenbrücke, Kirche, Ausblick, Waldhausreibe) kostenpflichtig. Im Gegenzug gilt das Parkticket als Fahrschein. Die Besucher werden bereits an der Nationalparkstraße (Zufahrtsstraße nach Waldhäuser) auf den kostenlosen P+R-Parkplatz Graupsäge hingewiesen. Dort können an einem Automaten Bustickets gedruckt werden, welche zur kostenlosen Beförderung zwischen der Graupsäge und der Waldhausreibe (Endhaltestelle und zugleich Ausgangspunkt zur Gipfelbesteigung) berechtigen. Das zweijährige Pilotprojekt umfasst auch eine Taktverdichtung des Lusenbusses, dieser verkehrt nun zwischen Graupsäge und Waldhausreibe an Wochenenden, Feiertagen und in den bayerischen Schulferien im Halbstundentakt. Hintergrund der Maßnahme ist die zunehmende Verkehrsbelastung des Ortes Waldhäuser.

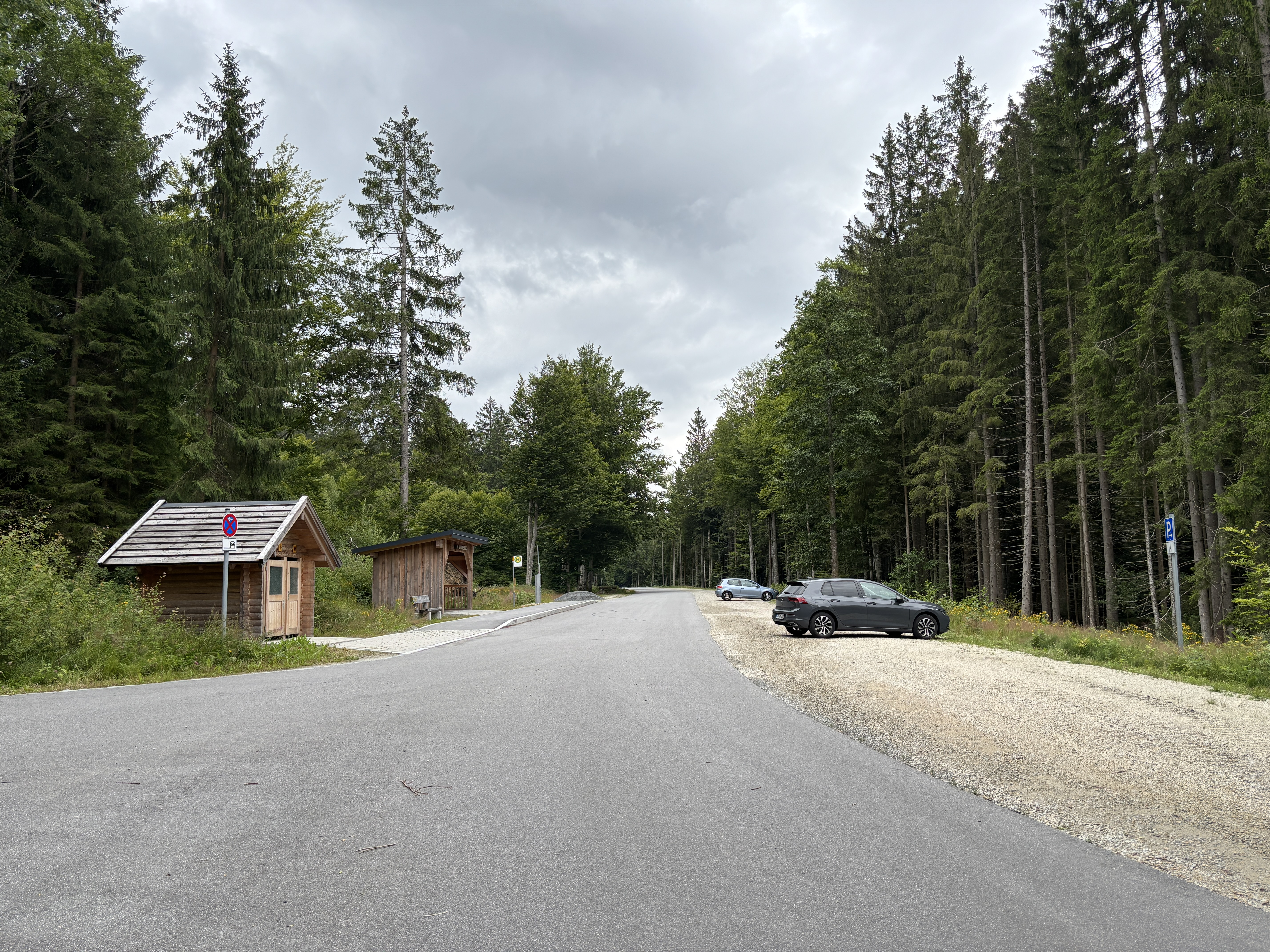
Im Jahr 2023 neuerrichteter P+R Graupsäge bei Waldhäuser, wird von den Linien 601 und 602 bedient (Juli 2025).

## Fahrrad- und Ski-Mitnahme
Auf der Verbindung Spiegelau–Finsterau ist durch einen Fahrradanhänger die Mitnahme von Fahrrädern möglich. Im Winter können hier Langlauf- und Alpin-Ski mitgenommen werden. Es ist geplant, alle Busse mit Fahrradträger am Heck auszurüsten, so dass auch andere Verbindungen diesen Service anbieten können. Versuche der RBO mit Fahrradträgern am Heck der Busse wurden von Mai bis September 2010 im Landkreis Passau durchgeführt und sollen im Jahr 2011 ausgeweitet werden.
Alle auf den Igelbuslinien verkehrenden Linienbusse sind mittlerweile mit Fahrradträgern ausgestattet (mit Ausnahme von Bussen der Linie 601, die an Schultagen keinen Fahrradträger mitführen), je Fahrradträger können 5 Fahrräder befördert werden. E-Bikes können auf den Linien 601–603 nicht transportiert werden. Die Fahrradmitnahme kostet 3 €.

## Patenschaften

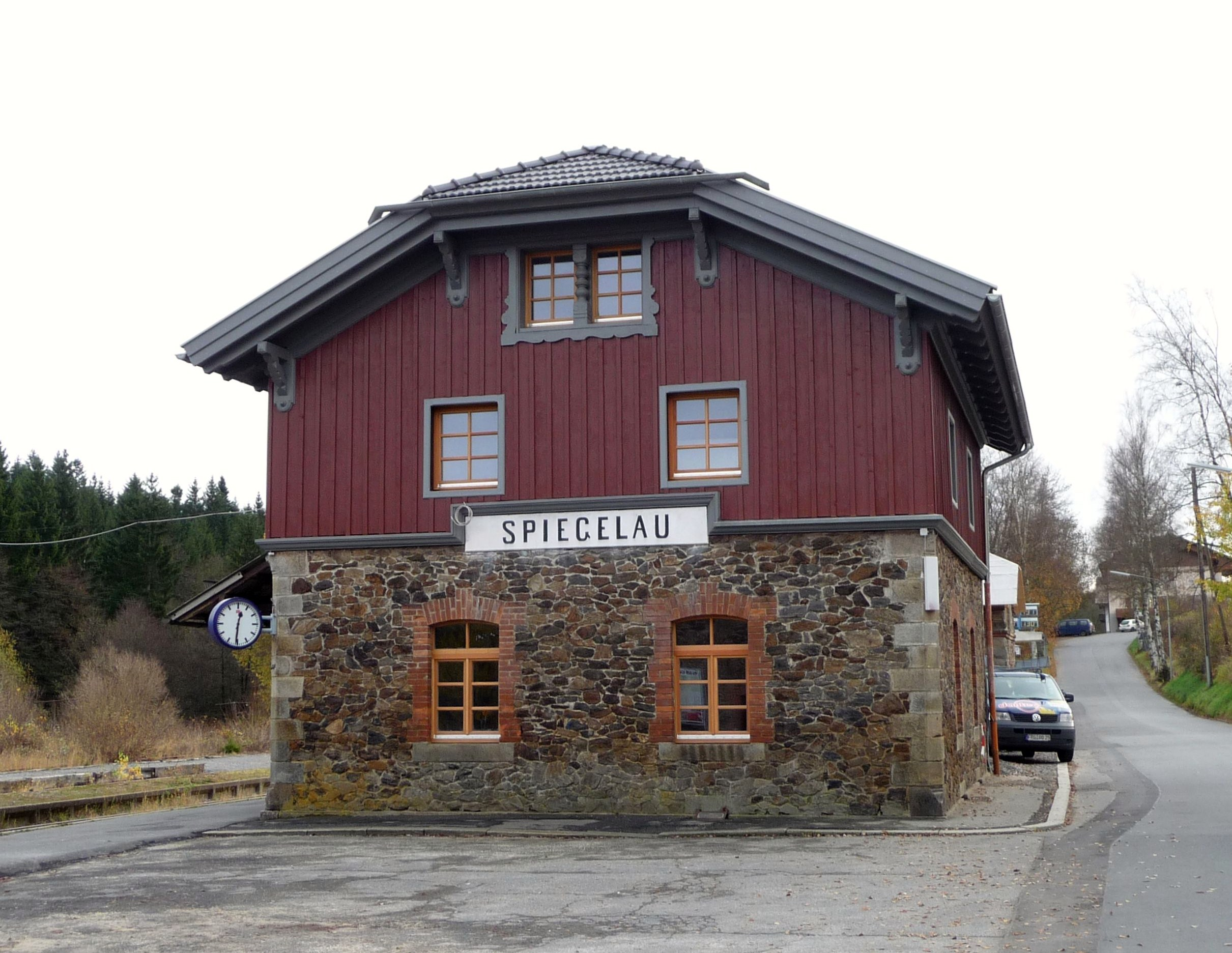
Bahnhof Spiegelau mit Umsteigemöglichkeit von Waldbahn auf Igelbus (2008)

Die einzelnen am Igelbussystem beteiligten Gemeinden des Landkreises Freyung-Grafenau übernahmen Patenschaften für einzelne Busse. Diese haben an der Fahrertür das jeweilige Wappen ihres Paten angebracht:
- R JN 733 – Nationalpark Bayerischer Wald
- R JN 735 – Hohenau
- R JN 736 – Mauth-Frauenau
- R JN 737 – Neuschönau
- R JN 738 – Spiegelau
- R JN 739 – St. Oswald-Riedlhütte

Alle Busse mit Patenschaften wurden von der RBO inzwischen ausgemustert.

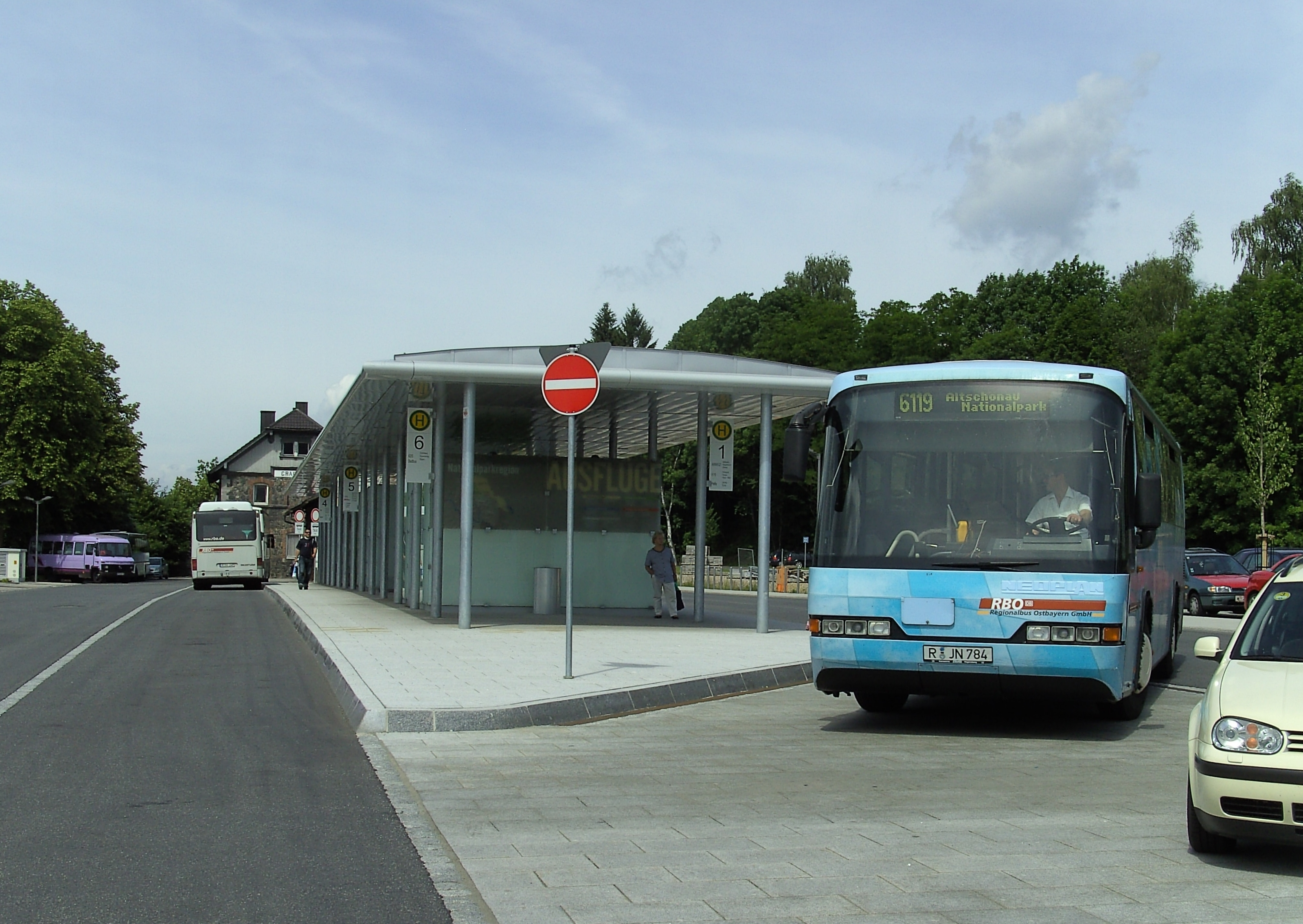
Der Busbahnhof in Grafenau, Ausgangspunkt der Line 602 (Juni 2008)